# Линия жизни (фильм, 1996)
«Линия жизни» — совместный российско-французский художественный фильм 1996 года.

## Сюжет
Вор-авторитет по кличке Папа (Армен Джигарханян) ищет француза средних лет, чтобы выдать его за президента международной текстильной фирмы и «развести» на деньги другого вора в законе Ахмета (Р. Джабраилов). С помощью дочери Оксаны (Т. Мещеркина), совмещающей романтические мечты о карьере певицы и прозу криминальной жизни в обществе отца, ему удается найти и похитить прибывшего в Россию французского композитора Филиппа (Венсан Перес). После неудачного побега и наказания Филипп проходит «курс подготовки» и вместе с головорезами Папы и Оксаной в роли переводчицы вылетает в некий город (судя по всему, в Узбекистане), где ему удается убедить Ахмета проинвестировать в проект строительства хлопкоперерабатывающего завода 2 млн. долларов. Далее по планам Папы француз должен умереть, но жизнь распоряжается иначе.[как?]

## В ролях
- Рамзес Джабраилов — Ахмет
- Армен Джигарханян — «Папа», криминальный авторитет
- Всеволод Ларионов — Иван
- Татьяна Мещеркина — Оксана
- Дмитрий Певцов — Нурали
- Венсан Перес — Филипп
- Алика Смехова — проститутка
- Владимир Стеклов — Дмитрий Антаров
- Сергей Степанченко — Улук «Пеле»
- Александр Балуев — Вадим
- Игорь Юраш — мужчина в автобусе
- Лев Борисов — портной
- Александр Пятков — повар
- Владимир Епископосян — турок
- Олег Хабалов — боец «Папы»
- Игорь Скляр — аккордеонист
- Михаил Жигалов — Матвей, майор милиции